# Bryan D. Brown
Bryan Douglas « Doug » Brown, né le 20 octobre 1948 à Fort Meade au Maryland, est un général quatre étoiles de l'armée américaine, ancien commandant de l'United States Special Operations Command (USSOCOM) de 2003 à 2007.